# Rugny
Rugny ist eine französische Gemeinde mit 75 Einwohnern (Stand: 1. Januar 2022) im Département Yonne in der Region Bourgogne-Franche-Comté (vor 2016 Bourgogne) im Osten Frankreichs. Die Gemeinde gehört zum Arrondissement Avallon und zum Kanton Tonnerrois. 

## Geografie
Rugny liegt etwa 53 Kilometer ostnordöstlich von Auxerre. Umgeben wird Rugny von den Nachbargemeinden Trichey im Norden, Arthonnay im Nordosten, Villon im Osten, Cruzy-le-Châtel im Südosten, Baon im Süden, Tanlay im Südwesten sowie Thorey im Westen.

## Bevölkerungsentwicklung
| Jahr                       | 1962 | 1968 | 1975 | 1982 | 1990 | 1999 | 2006 | 2018 |
| -------------------------- | ---- | ---- | ---- | ---- | ---- | ---- | ---- | ---- |
| Einwohner                  | 162  | 141  | 122  | 121  | 109  | 120  | 108  | 77   |
| Quellen: Cassini und INSEE |      |      |      |      |      |      |      |      |

## Sehenswürdigkeiten
- Kirche Saint-Marcel aus dem 16. Jahrhundert, seit 1965 Monument historique
- Kapelle Saint-Edme aus dem 17. Jahrhundert
- Haus La Motte aus dem 19. Jahrhundert
- Waschhaus